# 花倉城
花倉城（はなくらじょう）、または葉梨城（はなしじょう）は、静岡県藤枝市花倉字勝谷（すぐりや）にあった戦国時代の日本の城（山城）。花蔵城とも。1536年（天文5年）に勃発した花倉の乱において最終決戦の舞台となったことで知られる。藤枝市指定史跡。

## 概要
静岡県中部、志太平野に臨む山塊の一峰、標高297メートルの城山に所在する。今川範氏によって1353年（文和2年）頃に築城されたと言うが、今川範政が今川氏本拠を駿府に移転した時期とする意見もある。城跡は、南北に伸びる山頂稜線を堀切で区切り本丸・二の丸が築かれ、それぞれの平場に土塁を廻らせている。山頂稜線から派生する他の稜線にも複数の堀切を設けて防御施設としているが、発掘調査は行われておらず、正確な城域は確定していないという。武田氏・徳川氏による改修を受けていない今川氏独自の城郭遺構とされるが、本丸・二の丸間にみられる細い尾根筋を両側の谷に向けて竪堀状に切り開いた堀切などに、武田氏による改修の可能性があると指摘されている。

### 花倉城の戦い
1536年（天文5年）5月、当主今川氏輝の急死により勃発した、栴岳承芳（後の今川義元）と兄・玄広恵探による家督争い（花倉の乱）において、玄広恵探派が方ノ上城（焼津市）とともに花倉城を拠点とし抵抗したが、栴岳承芳派の総攻撃によって同年6月10日（新暦6月28日）に落城。玄広恵探は敗走の後自害し、乱の終結を決定付けた。この一連の戦いでは岡部親綱が方ノ上城と当城（史料上は「葉梨城」）を落とす活躍を見せ、今川義元より感状を送られたという。

## 画像

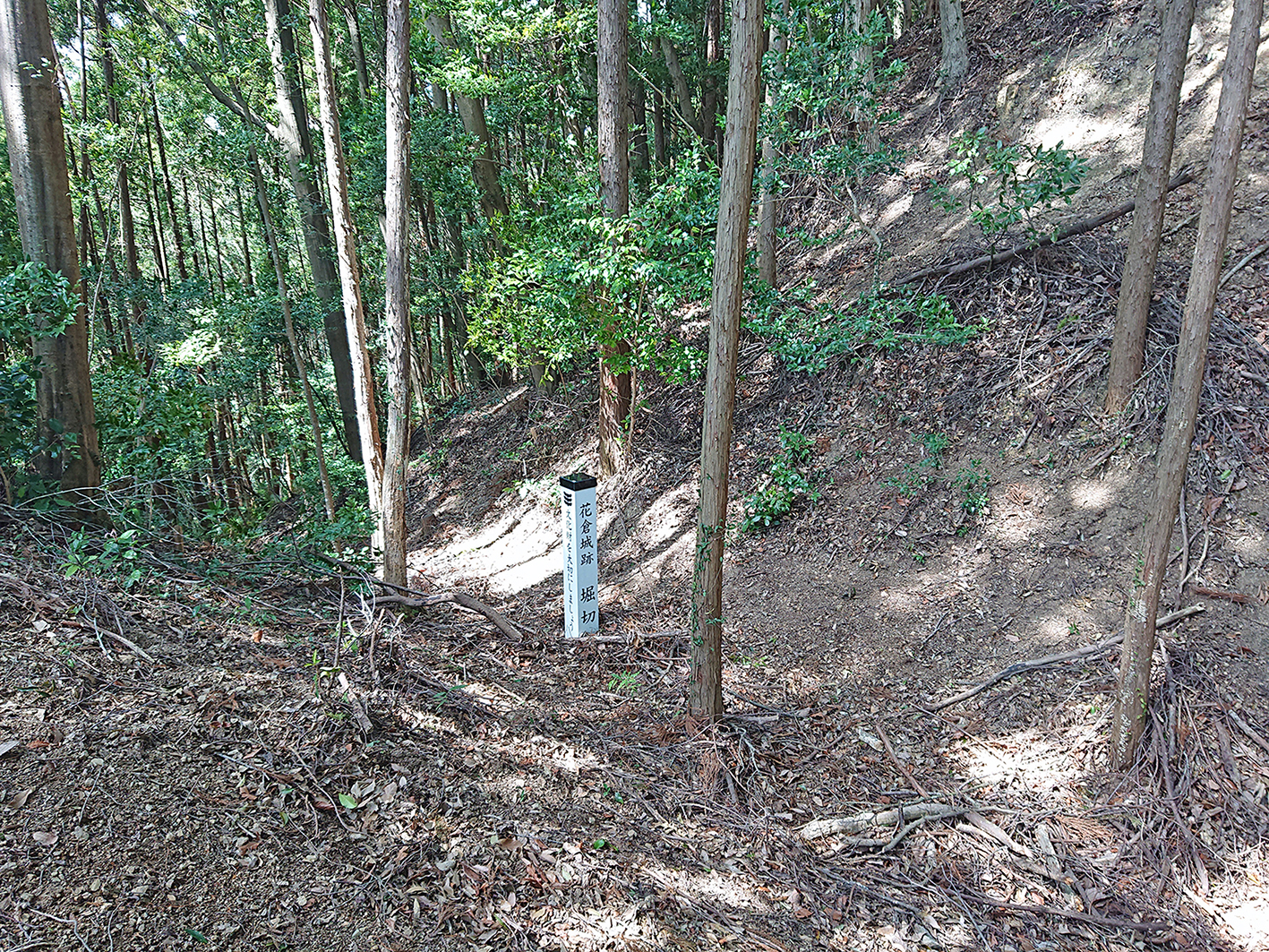
本曲輪-二の曲輪間の堀切。
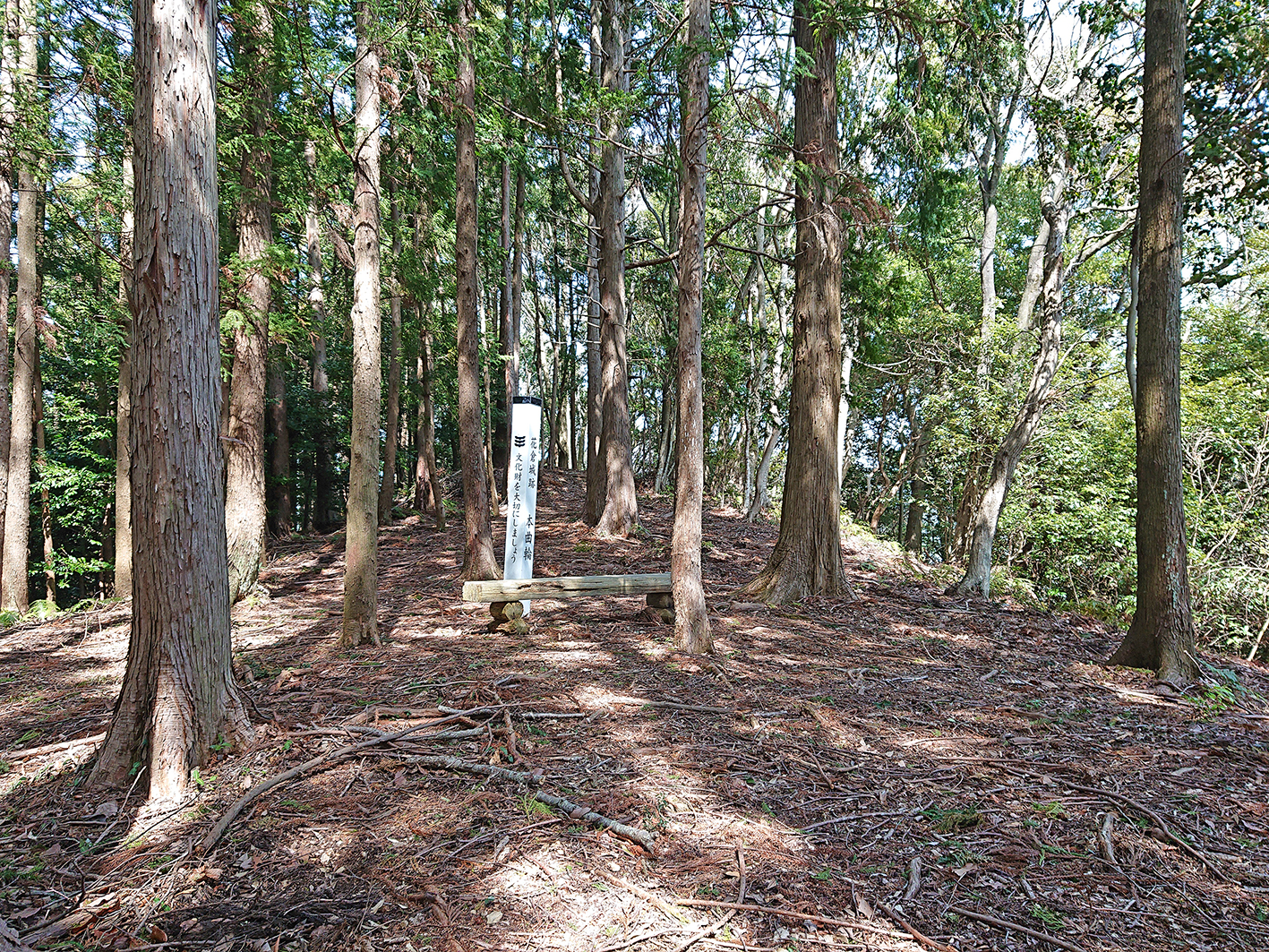
城跡最高所の本曲輪。